# Walter Schär
Walter Schär (* 28. April 1927; † 24. Dezember 2020 in Berlin) war ein deutscher Berufs- und Medizinpädagoge.

## Leben
Walter Schär war der erste Professor für Medizinpädagogik an der Humboldt-Universität zu Berlin. Mit seiner Berufung wurde in Deutschland die Akademisierung der Lehrerbildung für die Berufe im Gesundheitswesen personell eingeleitet.
Nach einem Studium der Wirtschaftspädagogik promovierte der Diplom-Handelslehrer Schär im Jahr 1961 zum Dr. paed. mit der Schrift Wie kann die Tätigkeit in der sozialistischen Produktion zur Verwirklichung einer berufsbezogenen polytechnischen Bildung und Erziehung bei der Ausbildung sozialistischer Fachverkäufer beitragen? Im Anschluss habilitierte er 1966 an der Pädagogischen Fakultät der Humboldt-Universität zu Berlin mit einer wirtschaftspädagogischen Arbeit zur Anwendung von Schülerübungen als Beitrag zur Erhöhung der Effektivität des Unterrichts und zur Entwicklung eines relativ selbsttätigen Lernens der Schüler: dargestellt am Beispiel der warenkundlichen Ausbildung der Fachverkäufer im Lebensmittel-Einzelhandel. Nach einer Lehrtätigkeit in der Abteilung Berufspädagogik wurde ihm 1967 die Leitung des 1963 eingerichteten Studiengangs Medizinpädagogik übertragen. Dort übernahm er die Hochschuldozentur für Fach- und Unterrichtsmethodik im Gesundheitswesen, so die in der DDR übliche Bezeichnung für das Lehrgebiet der Didaktik. Im Jahr 1976 wurde er zum außerplanmäßigen Professor der Abteilung Medizinpädagogik ernannt. Die Abteilung übergab er 1990 nach der politischen Wende an seine Nachfolgerin Jutta Beier, die 1995 auf die C3-Professur für Medizin- und Pflegepädagogik berufen wurde.
Mit einem bereits in der DDR begonnenen Buch zur Ersten Hilfe und dessen Neuauflage 1993 kamen Schär „die Verdienste zu, fachlich und didaktisch an der Entwicklung der Ersten Hilfe und somit zur Abwendung potenzieller gesundheitlicher Komplikation für Patienten einen wichtigen Beitrag geleistet zu haben.“ Darüber hinaus publizierte er zusammen mit Manfred Haubrock ein Lehrbuch zu Betriebswirtschaft und Management.
In der DDR etablierte er für die Medizinpädagogik die sogenannten Wissensspeicher als eigene Literaturkategorie. Dabei handelt es sich um berufsbildende Literatur, die aus dem Taschenbuchformat hervorgegangen ist und für die Berufsausbildung didaktisch aufbereitet wurde. Diese Literatur ist vom Ministerium für Gesundheitswesen als verbindlich erklärt worden. Er publizierte neben Monographien und Herausgeberwerken über 70 Fachartikel und verfasste zudem zahlreiche Studien- und Lehrbriefe. Schär war mit Friedhelm Dietze über Jahrzehnte hinweg wissenschaftlicher Berater der Zeitschrift Heilberufe.

## Veröffentlichungen
Bücher (Auswahl)
- Erste Hilfe kompakt. 11., vollständig überarbeitete und erweiterte Auflage der 1. Auflage von 1980. Bern: Hans Huber, 2006 (zusammen mit Frank Tappert).
- Die Anforderungen der 90er Jahre an die Absolventen der medizinischen Fachschulbildung. Schlußfolgerungen für die Bildungs- und Erziehungsarbeit. Schriftenreihe des IfF 178,1/2. Karl-Marx-Stadt, 1989.
- Zur Theorie des Lehrens und Lernens im medizinischen Fachunterricht. Karl-Marx-Stadt, 1988.
- Alkoholische Getränke. 9. Auflage der 1. Auflage von 1969. Leipzig: VEB Fachbuchverlag, 1988.

Herausgeberschaften (Auswahl)
- Betriebswirtschaft und Management in der Gesundheitswirtschaft. 5., vollständig überarbeitete und erweiterte Auflage der 1. Auflage von 1994. Bern u. a.: Hans Huber, 2009 (zusammenmitManfredHaubrock).
- Pflegeinformatik in der klinischen Praxis. München, Jena: Urban & Fischer in Elsevier, 2003 (zusammenmit Heiner Laux).

Artikel (Auswahl)
- Ausbildung von Medizinpädagogen: Mit Ausblick auf die 90er Jahre. Zeitung für Medizin und Gesellschaft, 28(12), S. 13, 1988.
- Zur Entwicklung der Abteilung Medizinpädagogik des Bereiches Medizin (Charité) der Humboldt-Universität zu Berlin. In: Autorenkollektiv (Hrsg.): Traditionen und Geschichtsbewußtsein in der Medizinpädagogik. Herausgegeben vom Institut für Fachschulwesen der Deutschen Demokratischen Republik Karl-Marx-Stadt. Heft 154/1 und 154/2, S. 59–67, 1984.
- 20 Jahre Ausbildung und Erziehung von Medizinpädagogen. In: Großer, J (Hrsg.): Charité-Annalen. Band 3. Berlin/Munich/Boston: De Gruyter, S. 104–111, 1984.
- Abteilung Medizinpädagogik. In: Großer, J (Hrsg.): Charité-Annalen. Band 1. Berlin: Akademischer Verlag, S. 123–124, 1983.
- Neuer Studienplan der Fachrichtung Medizinpädagogik. Zeitung für Medizin und Gesellschaft, 15(5), S. 13, 1975.
- Rationalisierung der Arbeitsprozesse im Gesundheitswesen (Teil 1 und 2). Zeitung für Medizin und Gesellschaft, 11(7), S. 15; 11(8), S. 11, 1971.
- Zur Bedeutung und zu einigen Grundlagen der Struktur- und Netzplanung im Gesundheits- und Sozialbereich. Zeitung für Medizin und Gesellschaft, 11(5), S. 15, 1971.
- Schülerübungen im Lebensmittelwarenkunde-Unterricht. In: Hanke, H (Hrsg.): Technische Revolution und Berufsbildung. Berlin: Humboldt-Universität, S. 169–175, 1967.
- Einige Vorschläge zur Verbesserung der warenkundlichen Ausbildung im Lebensmittel-Einzelhandel. In: Institut für Berufspädagogik der Humboldt-Universität zu Berlin (Hrsg.): Probleme der Ausbildung sozialistischer Kaufleute. Teil 10. Zur geschichtlichen Entwicklung und zu den Aufgaben des Instituts. Berlin: VEB Verl. Volk u. Wissen, S. 75–84, 1966.
- Über einige Probleme der Entwicklung der Berufe und der Berufsausbildung im sozialistischen Binnenhandel. In: Institut für Berufspädagogik der Humboldt-Universität zu Berlin (Hrsg.): Probleme der Ausbildung sozialistischer Kaufleute. Teil 8. Zur Effektivität der Stenotypistinnenausbildung. Berlin: VEB Verl. Volk u. Wissen, S. 57–104, 1965 (zusammen mit Siemon, G/Prägst, M/Hammer, H ).
- Einige grundlegende Unterrichtsorganisatorische und stofflich-methodische Probleme der Vorbereitung, Durchführung und Auswertung der Tätigkeit in der sozialistischen Produktion bei der Ausbildung sozialistischer Fachverkäufer. In: Institut für Berufspädagogik der Humboldt-Universität zu Berlin (Hrsg.): Probleme der Ausbildung sozialistischer Kaufleute. Teil 1. Berlin: VEB Verl. Volk u. Wissen, S. 56–99, 1962.